# Tottenham
Tottenham és un barri de Londres del districte de Haringey, al nord de Charing Cross.

## Topònim
Es creu que el topònim de Tottenham prové del nom de Tota, un agricultor, propietari d'un caseriu que va ser esmentat al llibre Domesday Book, per la qual cosa "Tota's hamlet" podria haver esdevingut Tottenham. Al Domesday apareix com Toteham.